# Comisión Federal de Electricidad
Pour les articles homonymes, voir CFE.
La Comisión Federal de Electricidad (  en français : Commission Fédérale d'Électricité) est la compagnie publique d’électricité du Mexique, connue sous le nom de CFE . Il s'agit de la principale entreprise d'électricité du pays et de la deuxième plus puissante entreprise publique du pays après Pemex. La constitution mexicaine dispose que le gouvernement est responsable du contrôle et du développement de l'industrie nationale de l'électricité, et CFE remplit cette mission. 

## Affiliations

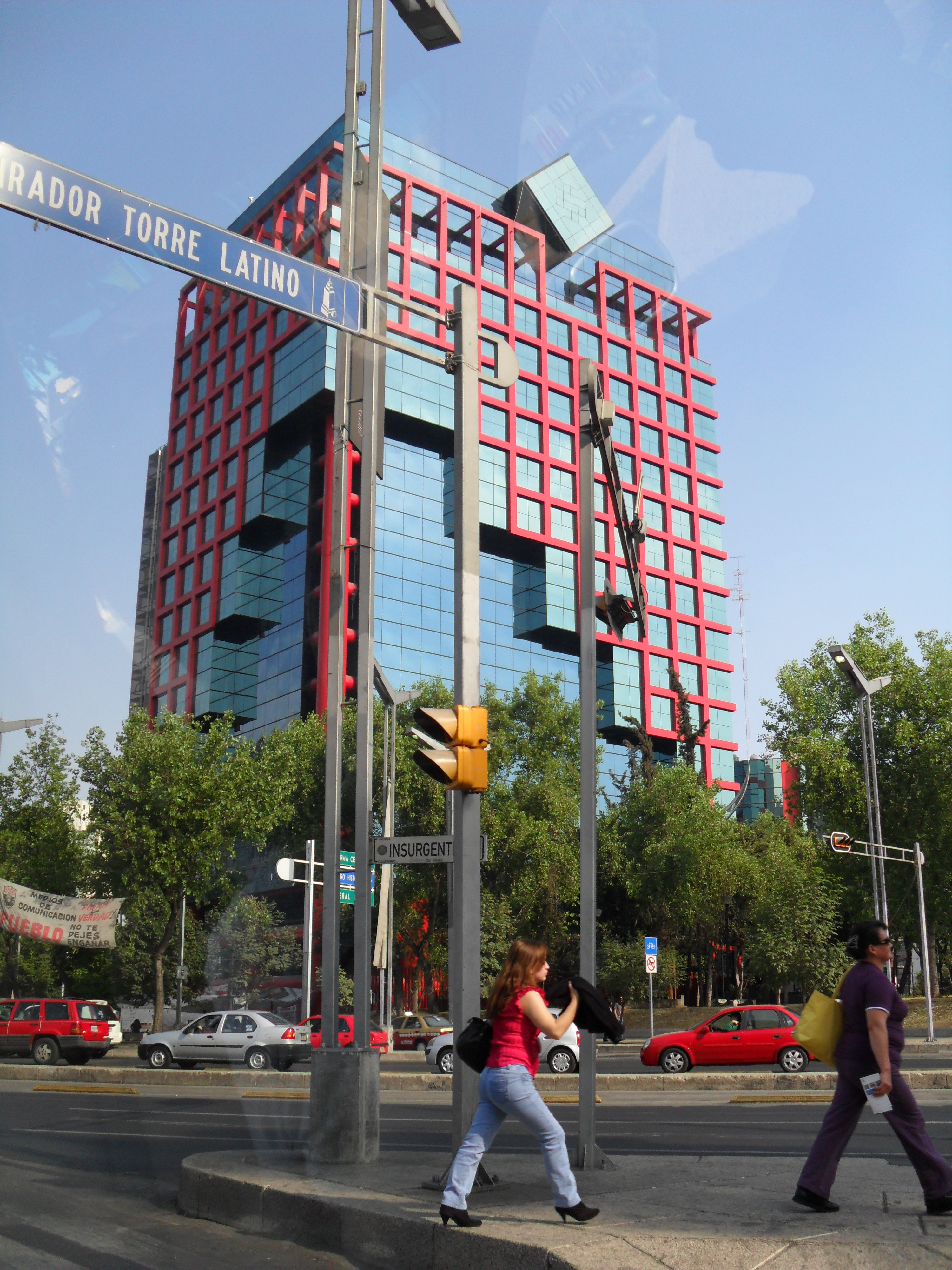
Le bâtiment de la CFE à Mexico

La CFE ne fait pas partie de la North American Electric Reliability Corporation, bien que son réseau de transport dans le nord de la Basse-Californie fasse partie du Western Electricity Coordinating Council en raison de son interconnexion avec San Diego Gas & Electric via les lignes Miguel-Tijuana, LaRosita-Imperial Valley et le corridor du sentier 45 ; il a également quelques autres interconnexions de l'autre côté de la frontière avec les services publics locaux aux États-Unis .
Le 2 août 2019, le gouvernement fédéral a annoncé qu'il fournirait un accès Internet dans tout le pays en créant une filiale de la Comisión Federal de Electricidad appelée CFE Telecomunicaciones e Internet para Todos (CFE Télécommunications et Internet pour tous).

## Prise de contrôle de Luz y Fuerza del Centro

Logo de Luz et Fuerza del Centro

Le 12 octobre 2009, le président Felipe Calderón a publié un décret dissolvant Luz y Fuerza del Centro (LFC, portant également le logo "LyF"), la compagnie d'électricité publique desservant la majeure partie du centre du Mexique, y compris la ville de Mexico, la majeure partie de l'État de Mexico et de certaines communautés des états de Morelos, Hidalgo et Puebla. Le gouvernement a affirmé que les dépenses avaient dépassé les ventes, en partie à cause de fraudes, et qu'il n'était plus possible pour l'entreprise de survivre. Selon le gouvernement, les dépenses de la société dépassaient de plus en plus les ventes . CFE a ensuite contrôlé le système électrique national et étendu ses opérations à l’échelle du Mexique, tandis que le plus petit LFC restait discret et maintenait ses activités dans la région centrale du Mexique.
LFC fournissait de l'électricité à plusieurs États où, en vertu d'une loi fédérale, CFE n'exerçait aucune activité (un accord conclu en 1985 entre CFE et LFC augmentait les zones desservies par le premier). Depuis mars 2010, CFE a entièrement absorbé les activités de LFC.

## Surnom

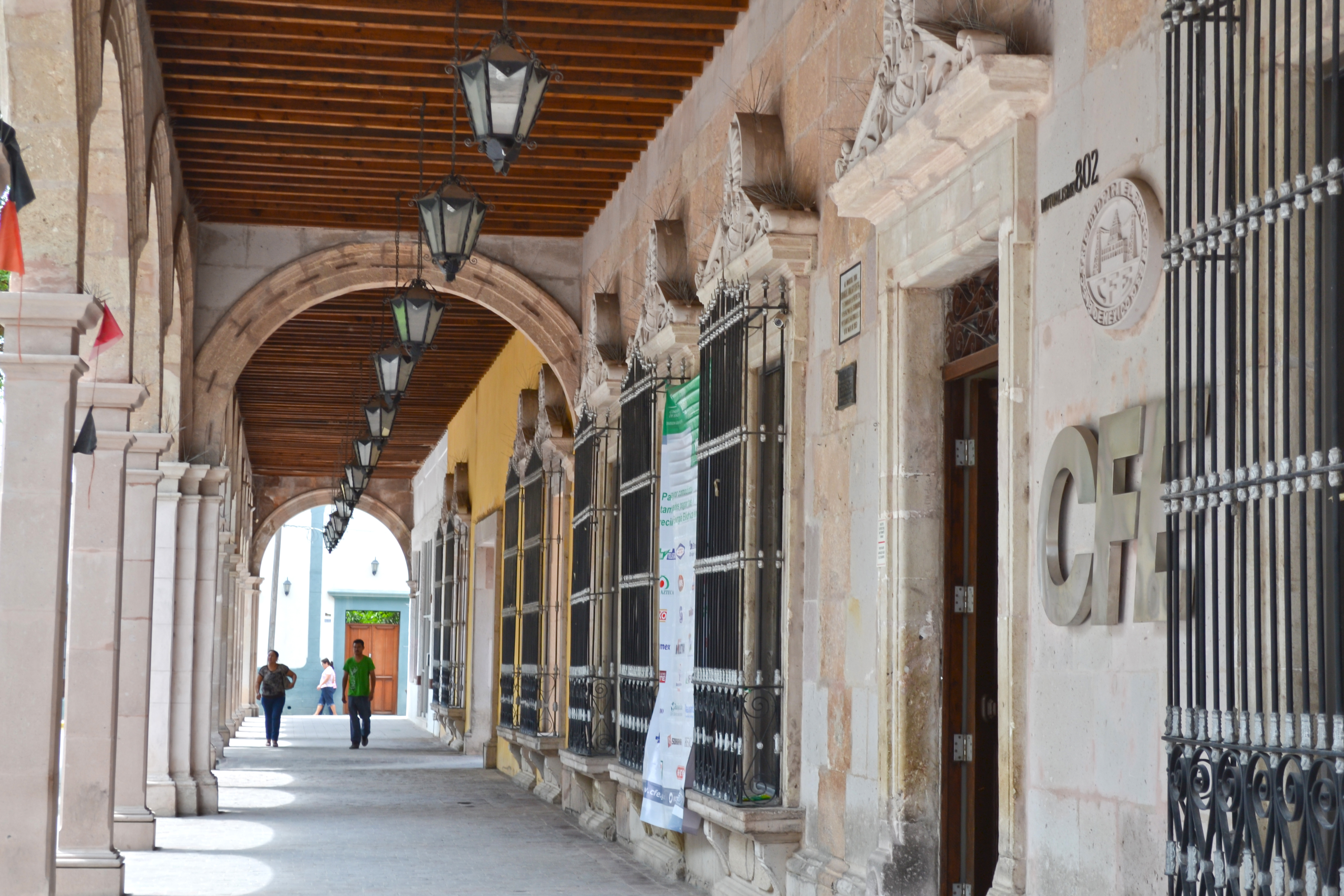
Bâtiment CFE à Matehuala, San Luis Potosí.

CFE étant l’entreprise électrique dominante au Mexique, la plupart des clients l’appellent "la comisión" (i.e. "La Commission"). [réf. nécessaire]   Bien qu'il y ait d'autres commissions du gouvernement mexicain, le terme est presque exclusivement appliqué à la FCE.

## Controverses
Aux États-Unis, deux scandales de corruption citent le versement de pots-de-vin à des fonctionnaires du CFE en échange de contrats.

### 2010
En septembre 2010, ABB, une société suisse, a reconnu qu'ABB Network Management avait versé des pots-de-vin à des responsables de CFE de 1997 à 2004, pour un montant total d'environ 1,9 million de dollars. Selon les documents judiciaires, ABB a reçu des contrats d’une valeur de plus de 81 millions de dollars en échange des pots-de-vin.
L'affaire a été jugée en septembre 2010 par un tribunal américain.

### 2011
En mai 2011, Lindsey Manufacturing Company (États-Unis) a été condamnée par un jury fédéral américain aux termes de la loi américaine sur la corruption (Foreign Corrupt Practices Act - FCPA) pour son rôle présumé dans un stratagème consistant à verser des pots-de-vin à des fonctionnaires du CFE.
Les pots-de-vin ont été payés par un intermédiaire qui aurait eu des relations  avec un haut responsable du CFE. Lindsey Manufacturing aurait reçu plus de 19 millions de dollars d’activité de CFE au cours des sept dernières années grâce au travail effectué par l’intermédiaire.
Selon les éléments de preuve présentés au procès, l’intermédiaire aurait acheté à un officier de la CFE une Ferrari Spyder et un yacht de 1,8 million de dollars, d’une valeur de 297 500 dollars, et aurait déboursé plus de 170 000 dollars pour ses factures de carte de crédit. En décembre 2011, un tribunal de district américain a rejeté les actes d'accusation contre Lindsey Manufacturing, invoquant l'inconduite de l'accusation. Le département américain de la Justice (DOJ) a annoncé son intention de faire appel du non-lieu, mais en mai 2012, le gouvernement a retiré son appel.

#### Enrique Ochoa Reza scandale de l'accord de règlement
En septembre 2016, Pablo Gomez, de Aristegui Noticias, a signalé qu'Enrique Ochoa Reza, qui avait quitté son poste deux mois plus tôt à la tête de la Commission, après avoir été choisi comme chef de son parti, avait reçu 1 206 000 pesos, malgré une démission volontaire de son poste. En outre, Ochoa Reza n’a occupé le poste de direction de la Commission que pendant deux ans et 155 jours, tandis que le "Manuel de suivi des services publics de la CFE" (règlement relatif aux postes de direction dans la CFE) stipule clairement que les indemnisations peuvent être accordées après au moins trois ans d’emploi et uniquement aux personnes dont le départ n’est pas volontaire. Le paiement constituait probablement également une violation de l'article 127 de la Constitution mexicaine, qui interdit les règlements de cette nature en faveur des employés des sociétés d'État (à quelques exceptions près). Malgré les réactions médiatiques et populaires, Ochoa a maintenu que l'accord de règlement était légal. Deux mois plus tard, à la suite de l'explosion du feu d'artifice du marché San Pablito de 2016 à Tultepec le 20 décembre 2016, Ochoa a annoncé qu'il avait donné les 1,2 million de pesos à la Fondation UNAM et à la Fondation Michou et Mau, spécialisée dans la réhabilitation de enfants gravement brûlés.